# Christopher West
Christopher West (ur. 1969) – amerykański teolog katolicki i katecheta, jeden z najbardziej znanych popularyzatorów teologii ciała.

## Życiorys
Studiował antropologię na Uniwersytecie Marylandu w College Park, gdzie w 1992 roku otrzymał stopień bakałarza. W 1997 uzyskał magisterium z teologii w Instytucie im. Jana Pawła II przy Katolickim Uniwersytecie Ameryki. Wraz z żoną Wendy i pięciorgiem dzieci mieszka w hrabstwie Lancaster w Pensylwanii.

## Recepcja - krytyka - ocena
Zdecydowaną krytykę niektórych ujęć Westa podjęła Alice von Hildebrand, która jako główny błąd amerykańskiego propagatora teologii ciała wskazała położenie zbytniego nacisku na miłość erotyczną, bez wzięcia pod uwagę wymogów skromności oraz uwzględnienia skutków grzechu pierworodnego:

Moja ogólna krytyka Christophera Westa zawiera się w tym, że wydaje się, iż nie potrafi uchwycić delikatności, szacunku, prywatności i sakralności sfery seksualnej. A także bagatelizuje skutki Grzechu pierworodnego wobec ludzkiej kondycji.

Alice von Hildebrand określiła podejście Christophera Westa do tematyki miłości mężczyzny i kobiety jako postawę nowoczesnego entuzjasty (ang. modern enthusiast). Nawiązała w tym do katolickiego modernizmu (modern) oraz do książki ks. Ronalda Knoxa (1888–1957) pt. Enthusiasm, opisującej pojawiające się co jakiś czas w historii Kościoła ruchy łatwo podległe błędom.

## Publikacje książkowe
- Christopher West: The Theology of the Body Explained. Pauline Books & Media, 2007. ISBN 0-8198-7425-6. Brak numerów stron w książce

Polskie przekłady dzieł
- Christopher West: Dobra nowina o seksie i małżeństwie. Odpowiedzi na szczere pytania dotyczące nauki Kościoła. Księży Marianów, 2006. ISBN 978-83-7502-054-0. Brak numerów stron w książce
- Christopher West: Teologia ciała dla początkujących : podstawy rewolucji seksualnej Jana Pawła II. Tłumacze: Monika i Jacek Kaniewscy. Warszawa: Centrum Myśli Jana Pawła II, 2009, seria: Teologia ciała. ISBN 978-83-60853-76-4. Brak numerów stron w książce
- Christopher West: Eros i agape. Miłość, która daje szczęście. Homo Dei, 2011. ISBN 978-83-62579-10-5. Brak numerów stron w książce